# Bram Stoker Awards 2000
Der Bram Stoker Award 2000 wurde im Jahr 2001 für Literatur aus dem Vorjahr in dreizehn Kategorien vergeben. Bei der Verleihung werden jährlich außergewöhnliche Beiträge zur Horrorliteratur geehrt. Der Bram Stoker Award wird seit 1987 vergeben, die Gewinner werden per Wahl von den Mitgliedern der Horror Writers Association (HWA) bestimmt.
Ergänzend zu dem im Vorjahr vergebenen Preisen in zwölf Kategorien wurde mit der Kategorie Poetry Collection eine weitere Preiskategorie hinzugefügt. Wie in den Vorjahren wurden mehrere Autoren mehrfach nominiert. Der Autor und Preisträger Tom Piccirilli wurde zudem in der Kategorie Roman nominiert, konnte diese jedoch nicht gewinnen. Richard Laymon gewann die Kategorie Roman und wurde zusätzlich für seine Anthologie nominiert und Stephen King gewann die Kategorie Sachbuch und war zusätzlich bei der Novelle nominiert. Robert Weinberg wurde sowohl in der Kategorie Sachbuch wie auch für die Illustrierte Geschichte nominiert.

## Gewinner und nominierte Autoren
Der Bram Stoker Award 2000 wurde im Jahr 2001 in dreizehn Kategorien vergeben:
| Kategorie                                       | Gewinner                                                                    | Werk                                                     | Weitere nominierte Autoren | Bilder der Gewinner         |
| ----------------------------------------------- | --------------------------------------------------------------------------- | -------------------------------------------------------- | --- | --------------------------- |
| Roman (Novel)                                   | Richard Laymon                                                              | The Traveling Vampire Show (deutsch: Die Show)           | - Gary A. Braunbeck: The Indifference of Heaven - Ramsey Campbell: Silent Children - Brian A. Hopkins: The Licking Valley Coon Hunters Club - Tom Piccirilli: The Deceased                                                 |                             |
| Erstlingswerk (First Novel)                     | Brian A. Hopkins                                                            | The Licking Valley Coon Hunters Club                     | - Simon Clark: Nailed by the Heart - Mark Z. Danielewski: House of Leaves - Douglas E. Winter: Run |                             |
| Novelle (Long Fiction)                          | Melanie Tem, Steve Rasnic Tem                                               | The Man on the Ceiling                                   | - Stephen King: Riding the Bullet - Joyce Carol Oates: In Shock - Lawrence P. Santoro: God Screamed and Screamed, Then I Ate Him                                                                                           |                             |
| Kurzgeschichte (Short Fiction)                  | Jack Ketchum                                                                | Gone                                                     | - Gerard Daniel Houarner: Dead Cat Bounce - Robert J. Sawyer: Fallen Angel - Karen E. Taylor: Mexican Moon | Jack Ketchum, 2009          |
| Sammelband (Fiction Collection)                 | Peter Straub                                                                | Magic Terror                                             | - Charlee Jacob: Up, Out of Cities That Blow Hot and Cold - Bruce Holland Rogers: Wind Over Heaven and Other Dark Tales - Steve Rasnic Tem: City Fishing                                                                   | Peter Straub (2009)         |
| Anthologie (Anthology)                          | Ellen Datlow, Terri Windling (Hrsg.)                                        | The Year's Best Fantasy & Horror, 13th Annual Collection | - Steve Eller (Hrsg.): Brainbox: The Real Horror - Brian A. Hopkins (Hrsg.): Extremes: Fantasy & Horror from the Ends of the Earth - Richard Laymon (Hrsg.): Bad News                                                      |                             |
| Sachbuch (Nonfiction)                           | Stephen King                                                                | On Writing (deutsch: Das Leben und das Schreiben)        | - David B. Silva, Paul F. Olson: Hellnotes - Bill Sheehan: At the Foot of the Story Tree - Robert Weinberg: Horror of the 20th Century                                                                                     | Stephen King (Februar 2007) |
| Illustrierte Geschichte (Illustrated Narrative) | Alan Moore                                                                  | The League of Extraordinary Gentlemen (Miniserie)        | - Joe R. Lansdale: Red Romance (Flinch 11) - Robert Weinberg: Cable 79-84 - Bernie Wrightson: Spuds (Night Terrors #1) | Alan Moore                  |
| Drehbuch (Screenplay)                           | Steven Katz                                                                 | Shadow of the Vampire                                    | - Darren Aronofsky, Hubert Selby: Requiem for a Dream - Mark Protosevich: The Cell - M. Night Shyamalan: Unbreakable - David Twohy, Ken Wheat, Jim Wheat: Pitch Black                                                      |                             |
| Arbeit für junge Leser (Work for Young Readers) | Nancy Etchemendy                                                            | The Power of Un                                          | - J.K. Rowling: Harry Potter and the Goblet of Fire (deutsch: Harry Potter und der Feuerkelch) - Edo van Belkom: Be Afraid! - F. Paul Wilson: The Christmas Thingy                                                         |                             |
| Lyricsammlung (Poetry Collection)               | Tom Piccirilli                                                              | A Student of Hell                                        | - Michael A. Arnzen: Paratabloids - Bruce Boston: The Complete Accursed Wives - Sandy DeLuca: Burial Plot in Sagittarius                                                                                                   |                             |
| Andere Medien (Other Media)                     | Steve Eller, Sandra Kasturi, Patricia Lee Macomber, Brett A. Savory (Hrsg.) | Chiaroscuro (Website)                                    | - Tina L. Jens, Andrea Dubnick: Twilight Tales-Reading Series - David J. Skal: Back to the Black Lagoon (Beitrag auf der DVD The Creature from the Black Lagoon) - Darren McKeeman, Mehitobel Wilson: Gothic.Net (Website) |                             |
| Lebenswerk (Lifetime Achievement)               | Nigel Kneale                                                                |                                                          | |                             |